# アブヴィル文化
アブヴィル文化（アブヴィルぶんか、英語: Abbevillian）またはアブヴィル期は、ヨーロッパで見つかった最も古い石器製作伝統の時代・文化期であり、およそ後期旧石器時代の60万年から40万年前にさかのぼる。アブヴィルとはフランスの地名である。旧称は、シェリアン、シェル文化（Chellean）。

## 研究史
名称は、フランスの税関職員だったジャック・ブーシェ・ド・ペルテが、アブヴィル近郊のソンム川の道路工事現場から収集したことに因み、1836年にその成果が発表された。その後、パリで人類学部の先史人類学教授をしていたルイ・ロラン・ガブリエル・ド・モルティエ（1821年 - 1898年）が『Le Prehistorique, antiquité de l'homme』を出版し（1882年）、この中で同時代を遺跡のあったアブヴィルの名で初めて記した。後にアンリ・ブルイユが後にアブヴィル文化という名前の使用を提案した。
なお、パリ郊外のシェルという町で発見された遺物を含むシェル文化（Chellean）という用語があり、アブヴィルで発見されたものと類似していたために後の人類学者はアブヴィルの名前に代わってシェルを用いたが、後者は現在では使われていない。アブヴィル文化の名前も1959年のオルドワン石器の発見以降は次第に使われなくなっている。

## 概要
アブヴィル文化の担い手はヨーロッパで最初の旧人類にして後期ホモ・エレクトスであったホモ・アンテセッサーないしはホモ・ハイデルベルゲンシスであった。1959年にリーキー一家（ルイス・リーキーとメリー・リーキー）がオルドヴァイ峡谷で類似しながらもより古い遺物を発見し、人類の起源をアフリカに求めるようになるまで、このアブヴィル文化という呼称は主流であったが、1960年代になるとすぐにアフリカやアジアの旧石器時代を表現する際にオルドワンという言葉がアブヴィルに取って代わるようになり、アブヴィル文化という言葉は今なお使われているものの、現在ではヨーロッパに限定されているうえ、科学的な呼称としても人気を失い続けている。
ルイ・ロラン・ガブリエル・ド・モルティエは、その伝統を年代順に並べて描いていた。アブヴィル文化期の間、旧石器時代初期の人類は芯を使い、アシュール文化期に入ると、薄片を使うようになった。しかし、オルドワン石器は、最古の旧石器時代の石器における剥片と石核の区別があまり明確でなかったことを示している。よって、アブヴィル文化はアシュール文化の初期段階と扱う傾向も強い。
アブヴィル文化の標識遺跡は、ソンム川の150フィートの段丘に位置し、もとは道路工事現場であった。同地で発見された道具は、47万8千年前から42万4千年前に中央ヨーロッパを覆っていた更新世のエルスター氷期で作られた荒削りの両面のハンドアックスである。アブヴィル文化はヨーロッパで前期旧石器時代（250万年前）の終わりに近い（ただし同時期ではない）時期に起こったオルドワン石器期の一段階であり、アブヴィル文化の概念を支持する人々は、前期旧石器時代の終わりを中期アシュール文化（約60万〜50万年前）と呼んでいる。道具制作の担い手の技術進歩のスピードは地域によって異なっているが、ヨーロッパの場合、地質学的には、約70万年前より新しい中期更新世に発生しており、この時期はギュンツとミンデルという2つの氷期にまたがっていたが、最近発見されたイースト・アングリア旧石器時代（East Anglian Palaeolithic）の石器によって、時期はギュンツ氷期側に戻り、70万年前に近くなっている。
アブヴィル文化の担い手は、ヨーロッパで進化したのではなく、東方からヨーロッパに入ってきたのであり、そのために、ホモ・エレクトゥスによるオルドワン石器が先行し、クラクトン文化やタヤク文化を相とする後期アシュール文化がそれに取って代わったと考えられている。この後はアシュール文化からレヴァロワ技法とムスティエ文化に移行し、ネアンデルタール人（ホモ＝ネアンデルターレンシス）と関連づけて考えられている。

## 遺跡一覧
ヨーロッパで発見された遺跡をどのような文化名で表現すべきかという問題を避けるため、シックとトート（Schick and Toth）の共著にあるように、「非手斧」あるいは「手斧」の遺跡という言い方をする人もいる。手斧が使われるようになったのは50万年頃である。非手斧遺跡は手斧遺跡と同一の遺跡であることが多く、その違いは時間の問題であるか、地理的な場所が異なる場合は識別可能な傾向がない。物的証拠を以下の表にまとめた。なお、70万年前以降の年代は大きく異なり、科学的な方法で立証された所を除くと、暫定的かつ投機的で推測の域を未だ出ない。
| 遺跡名                                    | 所在地                                                       | ノート |
| ----------------------------------------- | ------------------------------------------------------------ | --- |
| アラゴ洞窟（Arago Cave）                  | フランスのラングドック＝ルシヨン地方のトータヴェル村近く     | アンリ・ド・ラムリーの指揮の下、中央ヨーロッパ歴史研究センター（Centre Européen de Recherches Préhistoriques）のチームが長年にわたって行った洞窟の発掘調査によって発見された、100人規模の集落の遺構。1964年に発掘が始まり、1969年に下顎骨が、1971年に最初の「タウタベル人（Tautavel Man）」が発見され、その後もその後多くのタウタベル人の男女が発掘された。年代は、多くの方法によって69万年前〜30万年前と示されかなり確実なものとなっている。一般的な見方では、ネアンデルタール人の中間的な化石であるというものである。彼らが用いた道具も見つかっている。 |
| バーンフィールド・ピット（Barnfield Pit） | イギリス、ケントのスウォンズコーム付近                       | 1935年 - 1936年にアルヴィン・T・マーストン（Alvin T. Marston）によって砂利の採取場から発掘された頭蓋骨の一部、そして手斧および動物の骨が見つかっている。 また、1955年にジョン・ワイマーによって2つの欠片と木炭が発見された（推定25万年前）。 |
| ボックスグローヴ                          | イギリス、チチェスター郊外                                   | おおよそ50万年前の動物の骨と手斧、脛骨と2本の歯が1994年と1996年に採石場で発見された。 |
| マウアー                                  | ドイツ、ハイデルベルク近郊                                   | マウアー1では下顎と歯が1907年に砂利採取場で発見された。600,000〜250,000年前か。 |
| ペトラロナ洞窟                            | ギリシャ、ハルキディキ                                       | 動物の骨、石器、火の使用の証拠が見つかっていた周辺の洞窟で、1960年に頭蓋骨が発見された。アリス・ポウリアーノスが研究を行い、様々な年代が示された。電子スピン共鳴（ESR）によると、24万〜16万年前であるが、関連する他のすべての化石は、80万年前前後を示している。 |
| 「骨の穴」                                | スペイン、カスティーリャ・イ・レオン州のアタプエルカの丘付近 | 1970年代半ばから約30体のヒト科の骨が復元され、その骨は合計で約4,000本にのぼる。肉食動物の骨も混ざっており、1998年には手斧も発見された。年代は50万〜35万年前か。 |
| シュタインハイム・アン・デア・ムル        | ドイツ、シュトゥットガルトの北                               | 頭蓋骨が1933年にKarl Sigristによって発見され 、現在は約250,000年前とされている。 |
| ヴェルテスゾロス                          | ブダペストの近く                                             | 1964年から1965年にかけて、László Vértesが野外で採石場跡で発掘した後頭骨と数本の歯が見つかっている。人骨化石の側には、囲炉裏、住居、道具、足跡、植物や動物の化石があったという。 |